# Дауксявичюс, Нериюс
Нериюс Дауксявичюс (лит. Nerijus Dauksevičius, родился 25 июня 1982, Электренай, Литовская ССР) — литовский хоккеист, вратарь. Младший брат Миндаугаса Дауксявичюса, также хоккеиста.

## Карьера
Воспитанник хоккейной школы «Энергии» из Электреная, выступает за команду с 1997 года, однако в течение долгого времени не попадал в состав. В Восточно-европейской хоккейной лиге почти не выступал. Основным вратарём команды стал в 2008 году, отыграв 38 матчей без замен. В чемпионате страны всего отыграл более 150 встреч.
В сборной дебютировал в 2003 году, выступал в двух квалификационных турнирах к Олимпийским играм 2006 и 2010 годов. С 2002 года ежегодно играет на чемпионатах мира.